# マイナーブラザース 史上最大の賭け
『マイナー・ブラザース 史上最大の賭け』（原題：Brewster's Millions）は、1986年にアメリカで公開されたコメディ映画である。

## 概要
1961年に公開された映画『おかしなおかしなお金持ち』（日本未公開）のリメイク作である。
『48時間』のウォルター・ヒルが監督を務めたコメディ映画で、『マトリックス』のジョエル・シルバーが製作、ライ・クーダーが音楽をそれぞれ担当している。モンティ・ブルースター役にはコメディ映画でおなじみのリチャード・プライヤー、スパイク役には『クール・ランニング』などで知られるジョン・キャンディがキャスティングされた。

## ストーリー
モンティ・ブルースター（リチャード・プライヤー）は35歳、マイナー・リーグのハッケンサック・ブルズ所属の投手だ。ある夜、モンティはバーで対戦相手の選手と喧嘩し、捕手のスパイク（ジョン・キャンディ）と共に拘置所に入れられる。面会に来た監督のチャーリー（ジェリー・オーバック）からは球団の解雇を通知され、裁判にかけられてしまう。
2人分の保釈金を払い出所させた私立探偵のドナルド（ジョー・グリファシ）はモンティたちを弁護士事務所に連れて行き、オブザーバーであるラウンドフィールド（パット・ヒングル）、グランヴィル（デヴィット・ホワイト）とバクスター（ジェローム・デンプシー）という2人の弁護士に会わせる。この際、モンティは彼に白人の大叔父ルパート（ヒューム・クローニン）がいたこと、モンティがルパートの最後の血縁者であること、ルパートが3億ドルの遺産を残していることを告げられる。
遺産相続の条件は30日間に3千万ドルを使い果たし、その浪費の理由を何者にも喋ってはならず、家や土地などの財産も残していけないというもので、全額使い切れなければ遺産はゼロになるという。その場で遺産を諦めれば100万ドルを渡すという選択肢も提示されたが、結局、モンティは3千万ドルを使い切ることを選ぶ。モンティには帳簿係として女性会計士アンジェラ（ロネット・マッキー）も同行することになる。モンティは銀行の警備員をボディーガードとして高額で雇い、近くにいた人たち全員にタダ飯をごちそうするなど様々な方法でお金を使い、その浪費にスパイクやアンジェラは呆れ、堅実にお金を貯める方法などをモンティに提案する。ところがモンティは助言に耳を傾けないどころか、市長選に立候補し始め、「自分には票を入れないように」と町の人に呼び掛ける。その後、モンティはハッケンサック・ブルズを率いてヤンキースと試合をするという、不可能と思われた夢を実現させる。

## キャスト
※括弧内は日本語吹替（Netflixにて配信）
- モンティ・ブルースター - リチャード・プライヤー（高木渉）
- スパイク・ノーラン - ジョン・キャンディ（かぬか光明）
- アンジェラ・ドレイク - ロネット・マッキー（東條加那子）
- ウォーレン・コックス - スティーヴン・コリンズ（落合弘治）
- チャーリー・ペグラー - ジェリー・オーバック
- エドワード・ラウンドフィールド - パット・ヒングル
- ジョージ・グランヴィル - デヴィット・ホワイト
- ノリス・バクスター - ジェローム・デンプシー
- ルパート・ホーン - ヒューム・クローニン
- J・B・ドナルド - ジョー・グリファシ
- マリリン - トヴァ・フェルドシャー
- モーティ・キング - リック・モラニス
- ヴィン・カペリート - レニ・サントーニ